# Санкт-Петербургский государственный архитектурно-строительный университет
Са́нкт-Петербу́ргский госуда́рственный архитекту́рно-строи́тельный университе́т (СПбГАСУ) — высшее учебное заведение по подготовке инженеров, архитекторов, строителей.

## История
СПбГАСУ ведёт свою историю с созданного в 1832 году Училища гражданских инженеров, официальные названия которого много раз менялись. Также происходили структурные изменения учебного заведения, особенно, с наступлением советской эпохи.
С 1924 года он стал называться Ленинградский институт гражданских инженеров (ЛИГИ), с 1930 года — Ленинградский институт коммунального строительства (ЛИКС), с 1931 года — Ленинградский институт инженеров коммунального строительства (ЛИИКС). В 1941 году стал именоваться Ленинградский инженерно-строительный институт (ЛИСИ), вплоть до 1992 года, когда в связи с переименованием города получил название: Санкт-Петербургский инженерно-строительный институт (СПбИСИ). Современный вариант полного названия вуза (архитектурно-строительный университет) появился 21 июня 1993 года, в ходе общероссийской кампании по переименованию институтов в университеты.
ЛИСИ награждён орденами Трудового Красного Знамени (1945) и Октябрьской Революции (1982), медалью «За освоение целинных земель» (1963).

### Руководители
С  1921 по 1922 год директором был Бронислав Казимирович Правдзик, разработчик проектов технического оборудования ряда церквей в столицах и грязелечебниц курорта Кавказских минеральных вод; с 1922 по 1927 год — Григорий Петрович Передерий; с 1926 по 1930 год — Адам Иосифович Дитрих.
Первым руководителем ЛИКСа стал с 1930 года Станислав Иванович Краузе. В 1931 году его сменил Михаил Гаврилович Воробьёв. С 1932 по 1935 год ЛИИКСом руководил Дмитрий Георгиевич Пе́рминов, с 1935 по 1938 год — Эрнест Эдуардович Упман.
Последним директором ЛИИКСа и первым директором ЛИСИ в 1938—1945 годах стал Григорий Алексеевич Чухманов, который в годы войны осуществлял общее руководство эвакуацией института в Ессентуки, а затем в  Барнаул, руководил его работой на новом месте. В блокированном Ленинграде, в 1941—1944 годах и. о. директора был Константин Петрович Сергеев, уполномоченный Наркомстроя по учебным заведениям Ленинграда (с 1942 года). Он обеспечил проведение занятий в конце блокадного периода, когда ЛИСИ 19 октября 1943 года возобновил свою деятельность — одним из первых среди вузов Ленинграда.
В 1945—1948 годах Институт возглавлял профессор Георгий Васильевич Никитин, активный участник практического строительства в 1920—1930-х годах, особенно в период индустриализации в СССР. В войну был техническим руководителем строительства огневых точек в Ленинском районе Ленинграда, укрепления и маскировки здания Смольного, в эвакуации — врио директора ЛИСИ, и. о. заместителя директора по научной и учебной работе. Скоропостижно скончался на 51-м году жизни.
С 1948 по 1952 год в период «Ленинградского дела» директором ЛИСИ был профессор Николай Фёдорович Хомутецкий, участник Великой Отечественной войны с 27 июня 1941 года.
Профессор Пётр Иванович Боженов возглавлял ЛИСИ в 1952—1957 годах. Специалист в области технологии строительных материалов, силикатов и автоклавных технологий. Пионер в разработке проблемы комплексного использования сырья в промышленности строительных материалов. Перед войной работал в Москве начальником отдела строительных материалов Технического управления Наркомстроя СССР (1939—1940). В 1941—1944 годах участвовал в строительстве военно-промышленных и жилых объектов в Башкирии. С 1957 года руководил Ленинградским филиалом Академии строительства и архитектуры (АСиА).
Директором (ректором) ЛИСИ в 1957—1968 годах был доцент Евгений Николаевич Квасников, участник Великой Отечественной войны с 24 июня 1941 года. В 1954 году был в командирован в Польшу для оказания помощи в организации работы строительных факультетов в польских вузах. При его участии построено студенческое общежитие ЛИСИ на 1700 мест.
Доцент Николай Андреевич Яковлев был ректором ЛИСИ в 1968—1974 годах, участник Великой Отечественной войны с 22 июня 1941 года. По его проектам осуществлено благоустройство ряда улиц, площадей и скверов Ленинского района Ленинграда, построен крытый бассейн для испытания моделей кораблей.
В 1974—1985 годах ректором ЛИСИ был профессор Владимир Петрович Ильин. Специалист в области механики твердого тела, создатель научной школы по статическому и динамическому расчету тонких оболочек. Постоянно привлекался в качестве эксперта по оценке надежности эксплуатации трубопроводов атомных электростанций, в частности Кольской АЭС. Разработал, спроектировал и осуществил авторский надзор за возведением уникальных лесов для реставрации шпиля собора Петропавловской крепости к 300-летию Санкт-Петербурга.
С 1985 по 1990 год Институт возглавлял профессор Геннадий Николаевич Шоршнев. Специалист в области железобетонных корпусов высокого давления для энергетических и строительных технологий. Создатель новых направлений в области конструкций и расчетов специальных железобетонных сооружений с повышенным содержанием расчетной арматуры малых диаметров в сечениях. Неоднократно участвовал в работе Государственных комиссий по обследованию технического состояния зданий и сооружений Санкт-Петербурга и Ленинградской области.
Последним ректором ЛИСИ и первым ректором СПбГАСУ в 1990—2005 годах стал профессор, действительный член Российской академии архитектуры и строительных наук (РААСН, 2009) Юрий Павлович Панибратов. Специалист в области экономики строительства, внесший значительный вклад в решение её актуальных проблем, особенно на Северо-Западе России. Ведёт научные исследования по совершенствованию системы управления большим городом и привлечению инвестиций в Санкт-Петербург. Действительный член шести академий. Почетный ректор СПбГАСУ (2006).
С 2005 года по настоящее время ректором СПбГАСУ является профессор Евгений Иванович Рыбнов, вице-президент Международной Ассоциации строительных высших учебных заведений (АСВ, 2010).

## Факультеты
- Автомобильно-дорожный (правопреемник Ленинградского автодорожного института[2])
- Судебных экспертиз и права в строительстве и на транспорте
- Архитектурный
- Инженерной экологии и городского хозяйства
- Строительный
- Экономики и управления
- Безотрывных форм обучения

## Студенческий спорт
Вуз является участником чемпионатов в рамках розыгрыша Кубка Вузов

## Критика нарушений академической этики
По результатам расследования сетевого сообщества Диссернет, в СПбГАСУ замечено более 50 защит диссертаций, в которых обнаруживаются признаки нарушения академической этики. Подобные диссертации обнаружены и у нескольких преподавателей университета.

## Известные преподаватели и выпускники
- См. Категория:Преподаватели Санкт-Петербургского архитектурно-строительного университета
- См. Категория:Выпускники Санкт-Петербургского архитектурно-строительного университета